# Piotr Rockan
Piotr Eduardowicz Rockan (ros. Пётр Эдуардович Роцкан, ur. 1894 w Lucynie w guberni witebskiej, zm. 5 maja 1937 w Tiumeni) – rosyjski rewolucjonista.

## Życiorys
W 1915 wstąpił do SDPRR(b), podczas I wojny światowej służył w rosyjskiej armii, w październiku 1917 był członkiem i sekretarzem piotrogrodzkiej rady rejonowej, brał udział w pracach Piotrogrodzkiego Komitetu Wojskowo-Rewolucyjnego i kierował wydziałem transportu samochodowego. Od grudnia 1917 do lutego 1918 był sekretarzem Komitetu Rewolucyjnej Ochrony Piotrogrodu, potem zastępcą komendanta tego komitetu, 1918 został nadzwyczajnym komisarzem Sownarchozu Rejonu Północnego, następnie zastępcą naczelnika piotrogrodzkiej gubernialnej milicji robotniczo-chłopskiej, od 1919 do czerwca 1921 był naczelnikiem piotrogrodzkiej gubernialnej milicji robotniczo-chłopskiej. W marcu 1921 brał udział w likwidacji powstania w Kronsztadzie, od maja 1922 do lipca 1923 był przewodniczącym Komitetu Wykonawczego Murmańskiej Rady Gubernialnej, 1922 kierował murmańskim gubernialnym oddziałem gospodarki komunalnej i był p.o. sekretarza odpowiedzialnego murmańskiego gubernialnego komitetu RKP(b). W 1923 został zastępcą kierownika pododdziału piotrogrodzkiego gubernialnego gospodarki komunalnej, 18 grudnia 1927 wykluczony z partii na fali rozprawy z domniemanymi trockistami, później do 1934 był szefem Zarządu Leśnego Północnokaukaskiego Krajowego Zarządu Rolniczego.
Aresztowany, 16 stycznia 1935 został skazany na 5 lat zesłania do obwodu omskiego, 26 sierpnia 1936 ponownie aresztowany, następnie rozstrzelany.